# Gare de Castelnaudary
Gare de Castelnaudary vasútállomás Franciaországban, Castelnaudary településen.

## Vasútvonalak
Az állomást az alábbi vasútvonalak érintik:
- Bordeaux–Sète-vasútvonal
- Castelnaudary–Rodez-vasútvonal

## Kapcsolódó állomások
A vasútállomáshoz az alábbi állomások vannak a legközelebb:
- Gare de Bram (Gare de Sète, Bordeaux–Sète-vasútvonal)
- Gare d’Avignonet (Gare de Bordeaux-Saint-Jean, Bordeaux–Sète-vasútvonal)